# María Lucía Urcelay López de las Heras
María Lucía Urcelay López de las Heras (Vitòria, gener de 1950) és una professora, sindicalista i política basca. Ha estat Catedràtica de Literatura Espanyola en instituts de batxillerat, secretària provincial d'educació i cultura del PSE-PSOE d'Àlaba i secretària provincial d'universitat de FETE-UGT. Fou escollida senadora per Àlaba a les eleccions generals espanyoles de 1982 i 1986, tot ocupant la secretaria segona del Senat d'Espanya. Posteriorment s'ha dedicat a la docència i ha estat delegada a Àlaba de l'Associació Clara Campoamor.